# Božićna trešnja
Božićna trešnja (jeruzalemska trešnja; lat. Solanum pseudocapsicum), otrovna biljka trajnica iz porodice pomoćnica.

## Opis
Božićna trešnja je otrovni mali do srednje veliki, višegodišnji zimzeleni grm porijeklom iz Južne Amerike odakle se raširio po svim kontinentima. 
Ima tamnozeleno lišće i grozdove bijelih zvjezdastih cvjetova koji se pojavljuju ljeti. Crveni, žuti ili narančasti plodovi poput bobica pojavljuju se u jesen i zimi. Plod je veličine trešnje, ali je nejestiv. Uzgaja se kao ukrasna biljka, a često se prodaje i kao sobna biljka. Jeruzalemska trešnja je član Porodice Solanaceae koja također uključuje rajčice, krumpire, paprike i patlidžane. 
Biljka je porijeklom iz Bolivije, Brazila i južnih dijelova Južne Amerike. Često se nalazi u toplim suptropskim ili tropskim područjima. Biljka je uvedena u SAD, Europu, Aziju i Australiju. Brzo se širi iz poremećenih šuma u prirodna područja te je u nekim zemljama postao raširen korov. Jeruzalemska trešnja drži se kao kućna biljka zbog njezinih šarenih bobica tijekom zimskih mjeseci: međutim, ako se konzumiraju, bobice su pogubne za ljude i kućne ljubimce.
Jeruzalemska trešnja preferira puno sunca na zaštićenom mjestu. Uspijeva na vlažnim, dobro dreniranim, ilovastim tlima s neutralnim pH. Ako se uzgaja vani, biljka se mora unijeti prije prvog mraza. Biljka se razmnožava sjemenom ili reznicama stabljike. Svaka bobica daje 50-100 sjemenki. Sjemenke raznose ptice u divljini. Čini se da ptice imaju toleranciju na toksine biljke. Biljke na otvorenom oprašuju vjetar i kukci. Sobne biljke će zahtijevati ručno oprašivanje. Izvori preporučuju korištenje štapića ili malog kista za slikanje kako biste utapkali prašnike u središte cvijeća i zatim raširili pelud na drugo cvijeće.
Stabljike biljke su zelene i žilave. Listovi su sjajni i eliptični do lancetasti u obliku s valovitim rubovima. Cvjetovi su obično bijeli i mogu se pojaviti pojedinačno ili u grozdovima. Jarko obojeni plodovi dugo traju tijekom zimskih mjeseci.
Ako se proguta, Jeruzalemska trešnja je otrovna za djecu, ljude, mačke, pse i konje. Mogu se pojaviti gastrointestinalni poremećaji, napadaji, respiratorna depresija i šok. U slučaju gutanja bilo kojeg dijela biljke potrebno je odmah potražiti medicinsku pomoć. Mogu se pojaviti i alergijske reakcije na koži. Pri rukovanju biljkom najbolje je nositi zaštitnu odjeću i rukavice.

## Otrovnost
Plodovi ako se pojedu mogu biti smrtonosni, a prvi simptomi su visoka temperatura, znojenje, povraćanje, bolovi u stomaku, glavobolja i ubrzan rad srca. 

## Vanjske poveznice
- S. pseudocapsicum
- S. pseudocapsicum
- S. pseudocapsicum
- S. pseudocapsicum